# Qualifications pour la Coupe du monde de rugby à XIII 2013
Les qualifications pour la Coupe du monde de rugby à XIII 2013 mettent aux prises sept équipes nationales afin de qualifier 20 formations pour disputer la phase finale qui se jouera au Royaume-Uni et en France. Les qualifications sont organisées selon deux zones distinctes - zone atlantique et zone européenne.

## Qualification

### Europe
| Date       | Équipe n°1 | Score | Équipe n°2 |
| ---------- | ---------- | ----- | ---------- |
| 15/10/2011 | Italie     | 92-6  | Russie     |
| 16/10/2011 | Liban      | 96-4  | Serbie     |
| 22/10/2011 | Russie     | 0-32  | Liban      |
| 23/10/2011 | Serbie     | 6-52  | Italie     |
| 29/10/2011 | Serbie     | 28-36 | Russie     |
| 29/10/2011 | Italie     | 19-19 | Liban      |

| Équipe | J | V | N | D | PP  | PC  | +/−  | Pts |
| ------ | - | - | - | - | --- | --- | ---- | --- |
| Italie | 3 | 2 | 1 | 0 | 163 | 31  | +132 | 5   |
| Liban  | 3 | 2 | 1 | 0 | 147 | 23  | +124 | 5   |
| Russie | 3 | 1 | 0 | 2 | 42  | 152 | -110 | 2   |
| Serbie | 3 | 0 | 0 | 3 | 38  | 184 | -146 | 0   |

|  | Pts, points; J, matchs joués; V, victoires ; N, match nuls ; D, défaites ; PP, points pour ; PC, points contre ; +/−, différence de points. |

L'Italie se qualifie pour la coupe du monde.

### Atlantique
| Date       | Équipe n°1     | Score | Équipe n°2     |
| ---------- | -------------- | ----- | -------------- |
| 15/10/2011 | États-Unis     | 40-4  | Afrique du Sud |
| 19/10/2011 | Afrique du Sud | 6-20  | Jamaïque       |
| 23/10/2011 | Jamaïque       | 4-40  | États-Unis     |

| Équipe         | J | V | N | D | PP | PC | +/− | Pts |
| -------------- | - | - | - | - | -- | -- | --- | --- |
| États-Unis     | 2 | 2 | 0 | 0 | 80 | 8  | +72 | 4   |
| Jamaïque       | 2 | 1 | 0 | 1 | 24 | 46 | -22 | 2   |
| Afrique du Sud | 2 | 0 | 0 | 2 | 10 | 60 | -50 | 0   |

|  | Pts, points; J, matchs joués; V, victoires ; N, match nuls ; D, défaites ; PP, points pour ; PC, points contre ; +/−, différence de points. |

Les États-Unis se qualifient pour la coupe du monde.